# Jane Brownlow
Jane Macnaughton Egerton Morgan o Jane Macnaughton Egerton Brownlow (Paisley, c. 1854 – Londres, 14 de novembre de 1928) va ser una pedagoga, escriptora, traductora i sufragista escocesa.

## Vida
Brownlow va néixer a Paisley entrel 1854 i 1855. El seu pare era militar i estava destinat a Gibraltar. Es va casar a la Capella del Rei a Gibraltar amb el capità Edward Francis Brownlow el 20 d'agost de 1872. El seu marit havia servit a l'Índia i estava en el 71st Highland Regiment. Va viure a Gibraltar fins que el seu marit va morir el 1875 i després va viatjar cap a Anglaterra.
Va manifestar la seva opinió sobre el tema dels drets i el sufragi de les dones. En 1891, va estar a càrrec d'una escola primària a Finsbury, on es va sorprendre de l'escassa educació de les noies de classe treballadora. Quan es va publicar la Llei d'Educació Tècnica el 1896, la va descriure com «enquadrada per homes en interès dels homes» a la revista Shafts aquell any.
Brownlow era membre del feminista Club pioner (Pioneer Club), de la Societat fabiana (Fabian Society), de la Lliga humanitària (Humanitarian Leage), del Gremi de professors (Teachers' Guild) i de la Federació liberal femenina (Women's Liberal Federation). També va ser membre activa de la Lliga pel sufragi femení (Women's Franchise Leage), i va viatjar el 1895 per reunir-se amb altres membres de la lliga com Ursula Bright, Herbert Burrows, Jane Cobden Unwin i amb Richard Pankhurst i Emmeline Pankhurst a Aberystwyth. L'any següent va subscriure una moció a la Federació liberal femenina per retirar el suport dels candidats liberals que s'oposaven al sufragi femení. Aquesta idea va ser el tema central de la Societat progressista femenina (Women's Progressive Society) a la qual pertanyia Brownlow. La proposta va provocar, però es va perdre després, una gran disputa. Brownlow va ser citada més tard en un debat públic a on va dir: «No aixecaré un dit per ajudar a qualsevol home que no ajudi a les meves germanes».
Es va interessar per les condicions laborals de les dones i els nens. Va assenyalar que les lleis per limitar el treball nocturn dels homes rares vegades cobrien professions com el ball o la infermeria i altres professions associades amb dones. La Lliga sindical femenina (Women's Trade Union Leage) li va demanar que s'assegués en una comissió que examinava el paper dels nens assalariats i aconsellava sobre la reforma. Altres membres de la comissió van ser la socialista Margaret Macdonald i Ruth Homan.
Brownlow va morir a Londres el 1928.

## Obra
- Women's Work in Local Government
- The English Woman: Studies in her Psychic Evolution, per David Staars, que va ser traduït per Brownlow del francès en 1909.
- Women and Factory Legislation